# (10784) Noailles
(10784) Noailles (1991 RQ11) – planetoida z pasa głównego asteroid okrążająca Słońce w ciągu 4,25 lat w średniej odległości 2,62 j.a. Odkryta 4 września 1991 roku.